# Гудермес
Гудермес (на руски: Гудермес; на чеченски: Гуьмсе) е град (от 1941) в Русия, административен център на Гудермески район, Чечения. Населението му към 1 януари 2018 г. наброява 52 908 души. Градът е разположен на река Гумс, на 40 км източно от Грозни.
По време на Втората чеченска война се смята, че е един от „спокойните“ градове на Чечения, където до освобождението на столицата Грозни са разположени много републикански организации и ведомства.